# Søren Lilholt
Søren Lilholt, nacido el 22 de septiembre de 1965 en Copenhague, es un ciclista danés que fue profesional de 1986 a 1992.

## Palmarés
| 1984 - 1 etapa de la Vuelta a Suecia 1986 - 1 etapa de la Vuelta a Suecia - 1 etapa de la Estrella de Bessèges 1987 - Tour de Luxemburgo, más 1 etapa 1988 - Campeonato de Dinamarca en Ruta - Tour d'Armorique - 2 etapas del Tour de Luxemburgo - 1 etapa de la Vuelta a Suecia - 1 etapa de la París-Niza | 1990 - Flèche Hesbignonne - 1 etapa del Tour d'Armorique - 1 etapa de la Vuelta a la Comunidad Valenciana - 1 etapa de la Vuelta a Gran Bretaña - E3 Harelbeke - 2º en el Campeonato de Dinamarca en Ruta - 2° en el Campeonato de Dinamarca Contrarreloj 1991 - 1 etapa de la Vuelta a la Comunidad Valenciana |

## Resultados en Grandes Vueltas y Campeonatos del Mundo
Durante su carrera deportiva consiguió los siguientes puestos en las Grandes Vueltas y en los Campeonatos del Mundo en carretera:
| Carrera         | Carrera         | 1986 | 1987 | 1988 | 1989 | 1990 | 1991 | 1992  |
| --------------- | --------------- | ---- | ---- | ---- | ---- | ---- | ---- | ----- |
|                 | Giro de Italia  | —    | —    | —    | —    | —    | —    | 100.º |
|                 | Tour de Francia | —    | —    | 99.º | Ab.  | 85.º | Ab.  | 99.º  |
|                 | Vuelta a España | —    | 51.º | —    | Ab.  | —    | —    | —     |
| Mundial en Ruta | Mundial en Ruta | —    | —    | 44.º | —    | —    | —    | —     |